# Elaeocarpus simaluensis
Elaeocarpus simaluensis là một loài thực vật có hoa thuộc họ Elaeocarpaceae.
Loài này chỉ có ở Indonesia.